# Jonathan Borwein
Pour les articles homonymes, voir Borwein.
Jonathan Michael Borwein (né le 20 mai 1951 à St Andrews (Écosse) et mort le 2 août 2016 à London (Ontario)) est un mathématicien et professeur écossais. Il est professeur de mathématiques à l'université de Newcastle en Australie et président du comité consultatif scientifique de l'Australian Mathematical Sciences Institute. Il est un proche collaborateur de David H. Bailey, avec qui il défend publiquement les mathématiques expérimentales. Il est un mathématicien fortement cité lors de la période 1981–1999.
Jonathan Borwein a été administrateur de la Mathematical Association of America (2004–2007) et président de la Société mathématique du Canada (2000–2002), du consortium HPC consortium (désormais Compute Canada) et du comité de l'information électronique et des communications de l'Union mathématique internationale (2002–2008).

## Biographie
Jonathan Borwein naît le 20 mai 1951 à St Andrews (Écosse) en 1951. Il obtient un Philosophiæ doctor de l'université d'Oxford en 1974 en tant que boursier Rhodes du Jesus College. La même année, il commence à travailler à l'université Dalhousie (1974–1991), puis à l'université Carnegie-Mellon (1980–1982) et à l'université de Waterloo (1991–1993).
Il devient professeur de sciences à l'université Simon Fraser (1993–2003), où il fonde le Centre for Experimental and Constructive Mathematics, et est nommé à la tête d'une chaire de recherche (2001–2008). En 2004, Il retourne à l'université Dalhousie. Il meurt le 2 aout 2016 à London (Ontario).

## Recherche
Ses recherches s'étendent de l'analyse (en mathématiques pures) à l'optimisation (en mathématiques appliquées). Jonathan Borwein travaille également sur les mathématiques computationnelles. Il a publié plus de 400 articles scientifiques et une dizaine de livres, dont une monographie sur les fonctions convexes. Il est le cofondateur de la compagnie de logiciels MathResources (1995), développant principalement du matériel pédagogique lié aux mathématiques.
Jonathan Borwein est également un expert du calcul du nombre pi.

## Récompenses et distinctions
- prix Chauvenet (1993)
- Membre de la Société royale du Canada (1994)
- Membre de l'Association américaine pour l'avancement des sciences (2002)
- Docteur honoris causa de l'université de Limoges (1999)
- Membre de l'Académie bulgare des sciences (2003)
- Élu membre de l'Académie australienne des sciences (2010)
- Membre de l'American Mathematical Society en 2014[9].

## Publications
Avec Adrian Lewis, il a co-écrit le livre Convex Analysis and Nonlinear Optimization (2000, 2e édition 2006).